# 李察·林區
李察·休·林區（英語：Richard Hugh Lynch，1940年2月12日—2012年6月19日），美國男演員，以時常在影視作品中飾演反派角色著稱。知名電影作品如《同是天涯淪落人》（1973年）、《真假警察》（1973年）、《巫術神劍》（1982年）、《入侵美國》（1985年）、《美蘇間諜戰》（1988年）、《惡夢初醒》（1988年）、《星際大爭霸：再次回歸》（1999年）和《月光光心慌慌·殺清光》（2007年）。電視圈的知名作品包括《星際大爭霸》（1978年）、《星際大爭霸1980》（1980年）以及《銀河飛龍》（1993年）。

## 早期生活
李察·休·林區1940年2月12日（有時被錯誤地標為1936年）生於紐約市布魯克林區，父母是愛爾蘭裔的天主教徒。林區在美國海軍陸戰隊服役了四年。弟弟是演員貝瑞·林區。
林區充滿明顯傷疤的外貌成為了受歡迎的反派人選，演藝生涯出演超過160部影視作品。這些傷疤來自1967年紐約中央公園的一起事件，在那次事件中，他在毒品的影響下自焚，燒掉了七成以上的身體。他花了一年的時間康復，放棄了吸毒，最終開始在演员工作室與HB工作室接受表演培訓。

## 個人生活與死亡
林區經歷兩段婚姻：第一任妻子為比阿特麗克斯·林區（Richard Hugh Lynch），兩人的兒子克里斯多夫（Christopher）2005年死於肺炎。離婚後取莉莉·林區（Lily Lynch）為妻。
2012年6月19日，林區在加利福尼亚州丝兰谷的家中被發現死亡。確切死亡日期無法確定是6月18日還是19日。在幾天沒有收到林區的消息後，朋友兼女演員卡蘿·沃格爾（Carol Vogel）去了他的家中，並發現門開著，林區的屍體倒在廚房裡。他去世後的一些新聞報導錯誤地將他的出生年份標為1936年，但家人在《洛杉磯時報》上發表的訃告正確地將年份列為1940年。

## 外部連結
- 李察·林區在互联网电影资料库（IMDb）上的資料（英文）
- 在AllMovie上李察·林區的頁面（英文）
- . New York Times. 2012-06-20  [2012-08-30]. （原始内容存档于2022-04-10）.
- Richard Lynch 在阿尔法记忆的相关页面（一個的Wiki網站）